# Chrysobothris subopaca
Chrysobothris subopaca es una especie de escarabajo del género Chrysobothris, familia Buprestidae. Fue descrita científicamente por Schaeffer en 1904.